# Lactase

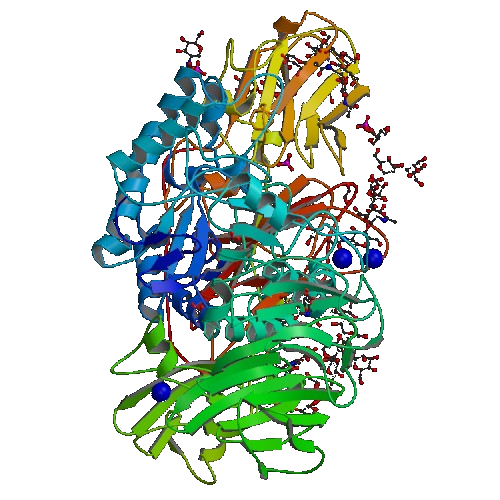
Lactase

Lactase (EC 3.2.1.108) is het enzym dat betrokken is bij de hydrolyse van lactose, tijdens de spijsvertering, tot galactose en glucose. Lactase behoort tot een subklasse van de β-galactosidase familie van enzymen.
Commercieel geproduceerde lactase kan gewonnen worden uit gistschimmels, zoals de Kluyveromyces fragilis. Lactase werkt optimaal bij een temperatuur van ongeveer 37 °C en pH van 6.

De mens heeft lactase bij de geboorte beschikbaar, maar bij sommige mensen verdwijnt het helemaal tijdens het opgroeien. Dit levert voor de volwassene de zogenaamde lactose-intolerantie op. Het voorkomen van verminderde lactosetolerantie varieert van 5% in Noord-Europa tot meer dan 90% in Afrikaanse en Aziatische landen.

## Toepassingen
Het voornaamste commercieel gebruik is het afbreken van lactose in melk zodat deze geschikt wordt voor mensen met lactose-intolerantie. 
Lactase wordt ook gebruikt in de bereiding van ijs. Lactase zorgt voor een fijnere smaak; dit komt doordat glucose en galactose samen zoeter smaken dan lactose. Een ander voordeel van het gebruik van lactase bij de productie van ijs is dat lactose kristalliseert bij de lage temperatuur van ijs, maar de monosuikers die door de hydrolyse worden geproduceerd vloeibaar blijven wat resulteert in een gladdere structuur. 
Verder wordt lactase gebruikt in de omzetting van melkwei in siroop.
Het enzym is in Nederland als voedingssupplement in de handel.

## Kristalstructuur
De kristalstructuur van lactase leverde toen deze uitkwam een record op: de eiwitketen op zich heeft een lengte van meer dan 1000 aminozuren, en het was al bekend dat het actieve complex een tetrameer was (dat zijn dus meer dan 4000 aminozuren). In de asymmetrische eenheid van de kristalstructuur bleken 4 onafhankelijke tetrameren te zitten. Deze 16000 residuen met 160000 atomen maakten het tot de grootste eiwitstructuur die tot dan toe was bepaald.